# 胡高爾
胡高爾 (英語：Karl Fredrik Hu Josefsson，2001年5月11日—) ，台灣、瑞典混血兒，足球運動員，司職後衛，曾效力於瑞典超級聯賽佐加頓斯隊U17梯隊，曾代表中華U19男足出賽。於2021年8月加入舊金山大學足球隊。

## 俱樂部生涯
曾效力於瑞典超級聯賽佐加頓斯的青訓梯隊。

## 國家隊生涯
於2017年11月舉行的中華足協國際邀請賽，胡高爾首次入選了中華男足30人大名單，但是本次賽事中沒有獲得上場的機會。
雖然在中華足協國際邀請賽沒能夠上場，但在2018年亞足聯U-19錦標賽依舊獲得徵召，此外同為佐加頓斯梯隊的岳明峰也一齊入選中華U19男足。並且，他在U-19錦標賽對陣印尼的比賽裡替補上場。